# Condado de Laurens (Geórgia)
O Condado de Laurens é um dos 159 condados do Estado americano de Geórgia. A sede do condado é Dublin, e sua maior cidade é Dublin. O condado possui uma área de 2 120 km², uma população de 44 874 habitantes, e uma densidade populacional de 21 hab/km² (segundo o censo nacional de 2000). O condado foi fundado em 10 de dezembro de 1807.